# 26 км (колійний пост)
26 кілометр — колійний пост Одеської дирекції Одеської залізниці на лінії Побережжя — Підгородна.
Розташований за селом Білине, Балтська міська громада, Одеської області між станціями Балта (3 км) та Жеребкове (17 км).
На платформі зупиняються приміські поїзди